# جاي إدواردز (كرة سلة)
جاي إدواردز (بالإنجليزية: Jay Edwards)‏ مواليد 3 يناير 1969 في مونسي، هو لاعب كرة سلة أمريكي سابق. تم اختياره من قبل فريق لوس أنجلوس كليبرز خلال الدرافت. حمل الرقم 3. يبلغ طوله 6 قدم 4 بوصة (1.9 م).

## روابط خارجية
- جاي إدواردز على موقع إن بي أي (الإنجليزية)
- جاي إدواردز على موقع سبورتس رفرنس (الإنجليزية)
- جاي إدواردز على موقع الدوري الإسباني لكرة السلة (الإسبانية)
- جاي إدواردز على موقع كرة السلة الأوروبية.كوم (الإنجليزية)
- جاي إدواردز على موقع كلية كرة السلة في سبورتس رفرنس.كوم (الإنجليزية)
- جاي إدواردز على موقع ريلجم (الإنجليزية)
- جاي إدواردز على موقع بروبوليرز (الإنجليزية)
- جاي إدواردز على موقع سبورتس رفرنس (الإنجليزية)